# احمدرضا موسوی (بازیگر)
احمدرضا موسوی (زادهٔ ۱۲  مرداد ۱۳۷۰ تهران) مجری، بازیگر سینما، و تلویزیون اهل ایران است.

## زندگی‌نامه
احمدرضا موسوی در آموزشگاه بازیگری نقش اول زیر نظر اساتیدی از جمله آقای بهرنگ توفیقی و برزو نیک نژاد یک دوره بازیگری گذرانده‌است و با برنامه خوانندگی شب کوک که از شبکه نسیم به روی آنتن می رفت در نقش مخلص به دنیای بازیگری پا گذاشت. از مهم‌ترین نقش‌آفرینی‌های او بازی در فیلم دشمن زن، زن ها فرشته اند دو و ایکس لارج همچنین مدتی مجری مسابقه تلویزیونی دونبش که از شبکه بازار به روی آنتن میرفت، بود.
وی همچنین در فیلم کوسه ایفا نقش کرده است.اما فیلم کوسه هیچ‌وقت اکران نشد.

## فیلم‌شناسی

### سینما
| سال  | نام فیلم        | کارگردان    | منبع  |
| ---- | --------------- | ----------- | ----- |
| ۱۳۹۶ | دشمن زن         | کریم امینی  | [ ۹ ] |
| ۱۳۹۷ | ایکس لارج       | محسن توکلی  |       |
| ۱۳۹۸ | زن‌ها فرشته‌اند ۲ | آرش معیریان |       |
| ۱۳۹۹ | کوسه            | علی عطشانی  |       |

### تلویزیون
| سال  | نام مجموعه       | کارگردان     | پخش                  |
| ---- | ---------------- | ------------ | -------------------- |
| ۱۳۹۶ | افسانه هزارپایان | شهاب عباسی   | شبکه پنج و شبکه نسیم |
| ۱۴۰۱ | آزادی مشروط      | مسعود ده‌نمکی | شبکه یک              |

### اجرا
- مسابقه تلفنی دونبش - نوروز ۱۳۹۸[۱۰][۱۱]
- مسابقه رادیویی بیست شو - ۱۴۰۰[۱۲][۱۳][۱۴][۱۵]
- مسابقه قرون به قرون[۱۶]